# Tightrope (serie televisiva 1959)
Tightrope è una serie televisiva statunitense in 37 episodi trasmessi per la prima volta nel corso di una sola stagione dal 1959 al 1960.
Prodotta da Russell Rouse e Clarence Greene in collaborazione con la Screen Gems, la serie vede come protagonista Mike Connors che interpreta Nick Stone, un agente sotto copertura che si infiltra nelle bande criminali. La serie avrebbe dovuto originariamente intitolarsi Undercover Man ma il titolo fu cambiato prima della messa in onda del primo episodio.

## Trama
Nick Stone è un detective che lavora sotto copertura per la polizia infiltrandosi nella bande della criminalità organizzata. La sua copertura è tenuta segreta anche ai bassi livelli della stessa polizia così egli deve imbattersi in situazioni che lo vedono contro i "buoni" oltre che contro i "cattivi". Nick Stone è solito nascondere due pistole revolver, di cui una in una fondina dietro la schiena.

## Personaggi
- Nick Stone (37 episodi, 1959-1960), interpretato da Mike Connors.
- Lee Troy (2 episodi, 1959-1960), interpretato da Stacy Harris.
- Gino Angelico (2 episodi, 1959-1960), interpretato da Frank Puglia.
- Benson (2 episodi, 1959-1960), interpretato da Al Hodge.
- Ben Verlaine (2 episodi, 1959-1960), interpretato da Ted de Corsia.
- Mike Davis (2 episodi, 1959-1960), interpretato da Jesse White.
- Capitano Clark (2 episodi, 1960), interpretato da Stuart Randall.

## Guest star
Jack Albertson, Raymond Bailey, Barbara Bain, Whit Bissell, Madge Blake, Whitney Blake, Neville Brand, Paul Burke, Jean Byron, Anthony Caruso, Mary Castle, Russ Conway, Ellen Corby, Jerome Cowan, Walter Coy, Dennis Cross, Donna Douglas, Jack Elam, Ross Elliott, Douglas Fowley, Bruce Gordon, Dabbs Greer, Ron Hagerthy, Myron Healey, Connie Hines, Richard Jaeckel, L.Q. Jones, John Larch, Ruta Lee, Barton MacLane, John Marley, Ed Nelson, Simon Oakland, John Pickard, Mike Road, Madlyn Rhue, Doris Singleton, Olan Soule, Karl Swenson, George Tobias, e Jesse White.

## Produzione
La serie fu prodotta da Greene-Rouse Productions e Screen Gems Television, Tra gli sceneggiatori: Clarence Greene (37 episodi, 1959-1960) e Russell Rouse (37 episodi, 1959-1960).

### Registi
Tra i registi della serie sono accreditati:
- Irving J. Moore (6 episodi, 1959-1960)
- Abner Biberman (6 episodi, 1959)
- Oscar Rudolph (3 episodi, 1960)
- Russell Rouse (2 episodi, 1959)

## Cancellazione
Nonostante la popolarità, la serie fu cancellata dopo una sola stagione. Mike Connors dichiarò in un'intervista che gli sponsor rifiutarono la richiesta della CBS di spostarlo in seconda serata in un giorno diverso (la serie subì diverse critiche per la sua violenza) e sottoscrisse un altro programma su un'altra rete. Connors, inoltre, non voleva adottare le modifiche suggerite, e cioè quelle di far durare ogni episodio un'ora e di assegnare al personaggio protagonista, Nick Stone, una spalla regolare.

## Distribuzione
La serie fu trasmessa negli Stati Uniti dal 1959 al 1960 sulla rete televisiva CBS. La serie fu trasmessa anche in Finlandia con il titolo di Oikeuden mies.

## Episodi
| Stagione       | Episodi | Prima TV USA |
| -------------- | ------- | ------------ |
| Prima stagione | 37      | 1959-1960    |